# Schwalbennestersuppe

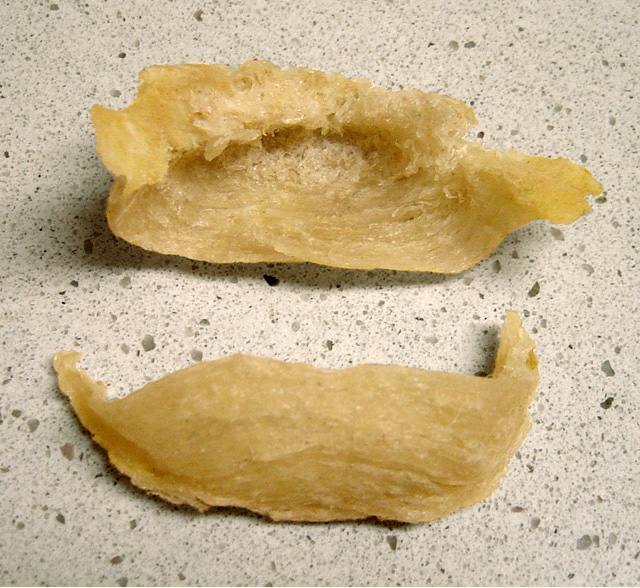
In Hälften geteiltes „Schwalbennest“

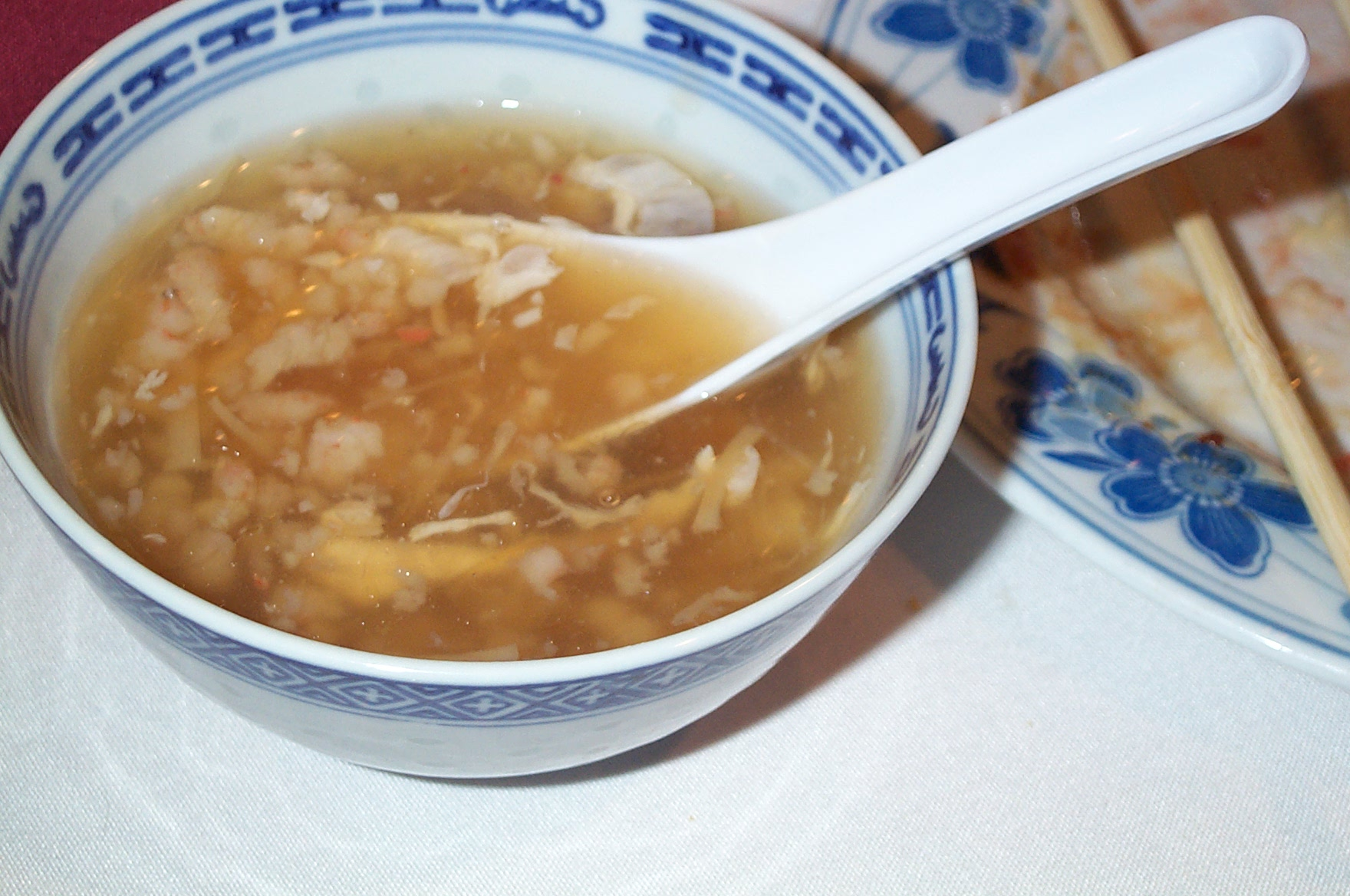
Zubereitete Schwalbennestersuppe

Schwalbennestersuppe (chinesisch 燕窩湯 / 燕窝汤, Pinyin yànwōtāng, Jyutping jin3wo1tong1) ist ein teures Gericht der chinesischen Küche. Ihren Preis verdankt sie weniger ihrem Geschmack als ihrer aufwändigen Gewinnung und Zubereitung und der ihr in der traditionellen chinesischen Medizin nachgesagten kräftigenden medizinischen Wirkung.
Bei den im Deutschen so genannten „Schwalbennestern“ handelt es sich eigentlich um die Nester von Salanganen, die wie die Mauersegler zu den Seglern gehören. Sie bestehen hauptsächlich aus eiweißreichem, zähem Speichel, dem Nestzement, der eine hell durchscheinende und gelatinöse Masse bildet. Die besonders begehrten „weißen“ Schwalbennester stammen von der in fast ganz Südostasien verbreiteten Weißnestsalangane (Aerodramus fuciphagus). Die Nester der Schwarznestsalangane (Aerodramus maximus) werden wegen der in den Nestzement eingearbeiteten dunklen Federn als „schwarz“ bezeichnet.
In China – mit der möglichen Ausnahme von Hainan – gibt es keine der Seglerarten, die als Speise verwendbare Nester produzieren, so dass man auf den Import vor allem aus Thailand, Indonesien, Malaysien und Indien angewiesen ist. Das Sammeln der in Höhlen an Felsenküsten gelegenen Nester ist ein schwieriges Unterfangen. Manchmal klettern ganze Gruppen von Sammlern auf Pfählen oder Leitern bis zu 90 Meter hoch, um an die Nester zu gelangen. In großen Höhlen klettern berufsmäßige Sammler mit Seilen und Laternen.

## Zubereitung
Zur Zubereitung von Schwalbennestersuppe werden die zuvor in Wasser gequollenen und gründlich gereinigten Nester (ein bis zwei pro Portion) mit Kalbfleisch in Hühnerbrühe gegart, wobei sie sich auflösen und der Suppe eine leicht gelatinöse Bindung geben. Ihr Geschmack ist eher mild.

## Monopol im 18. Jahrhundert
Ein chinesischer Unternehmer des 18. Jahrhunderts in Siam wurde reich, indem er sich vom König das Monopol für Schwalbennester verleihen ließ. Als der sich dessen Wert bewusst wurde, entzog er ihm die Konzession wieder.

## Schwalbennestersuppe als kaiserliches Hochzeitsmahl
Am 13. Januar 1765 wurde in der Münchner Residenz nach der Hochzeitsmesse von Kaiser Joseph II. mit der bayerischen Prinzessin Maria Josepha Antonia offene Tafel gehalten, „wo eine aus indianischen Vogel- (Schwalben)- Nestern verfertigte Suppe, als eine Seltenheit in Europa, aufgetischt ist worden, die 6000 Gulden gekostet hat, von der auch aus der Hof-Küche an Hof- und Staatsbeamte, dann an Honoratioren und Bürger Münchens zu halben und ganzen Massen abgegeben worden, um solche kostbare Suppe zu versuchen, daher hiervon in Bayern noch die Rede ist.“ (Felix Joseph Lipowsky)

## Luxuspreise

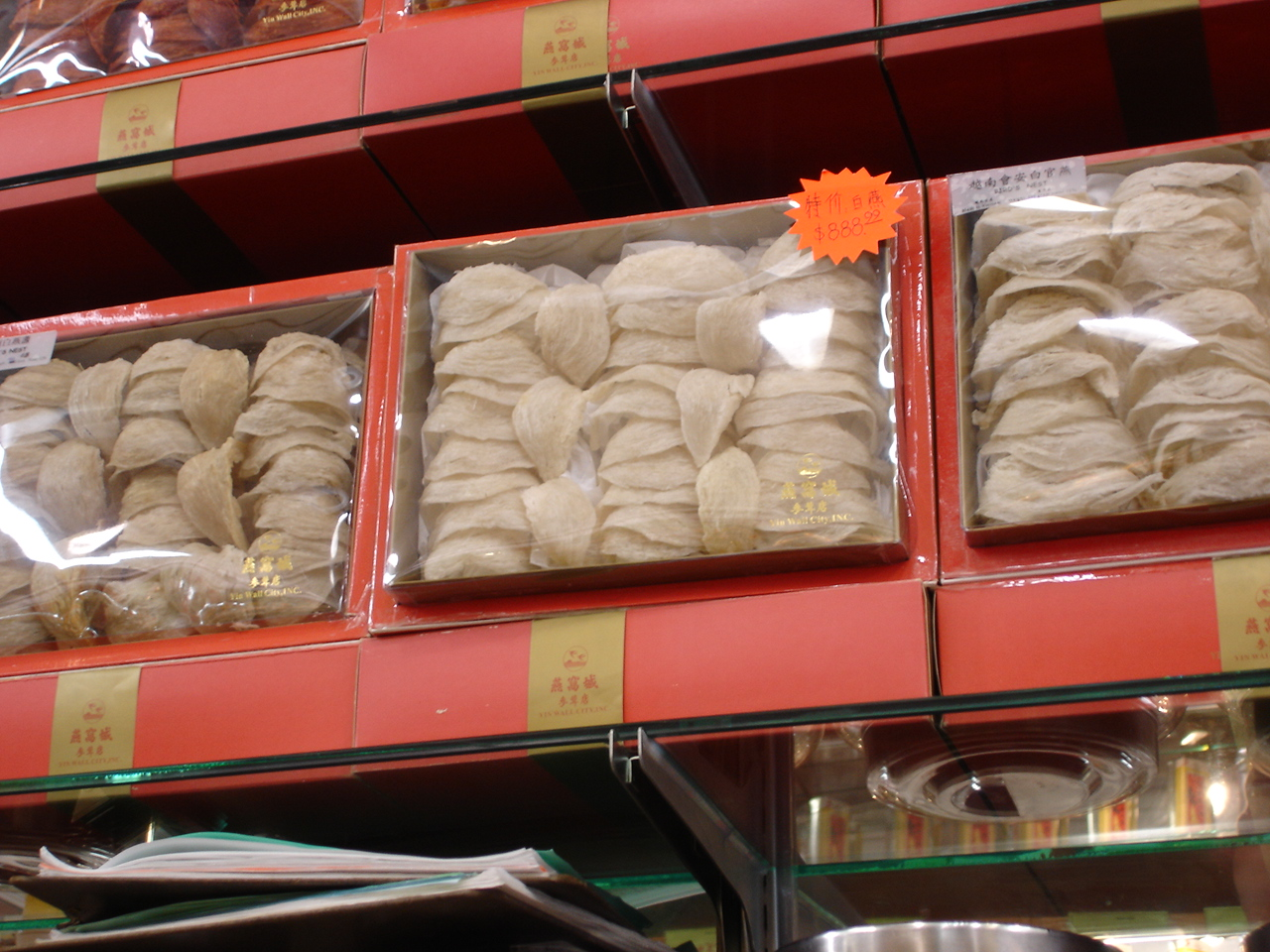
Kartons mit Schwalbennestern in Chicago 2006 zum Preis von 888 $ pro Packung

Der Preis der Nester ist hoch: Im Jahre 1857 wurde von den Malaien der Preis für 1 Kätti (entsprach damals auf Sumatra 0,9603 kg) mit 40 US-Dollar angegeben (entspricht heute ungefähr 1.100 US-Dollar). 1987 kostete in Hongkong ein Pfund etwa 375 US-Dollar, Nester von Spitzenqualität mehr als 1.000 US-Dollar. In den frühen 1980er Jahren sollen die besten Nester fast 300 US-Dollar die Unze gekostet haben (zum Vergleich: die Unze Gold war damals etwa 400 US-Dollar wert).